# Горохівське (Обухівський район)
Горохівське — село в Україні, у Обухівському районі Київської області. Населення становить 69 осіб.
До 2016 року село Горохівське носило назву Петрівське.

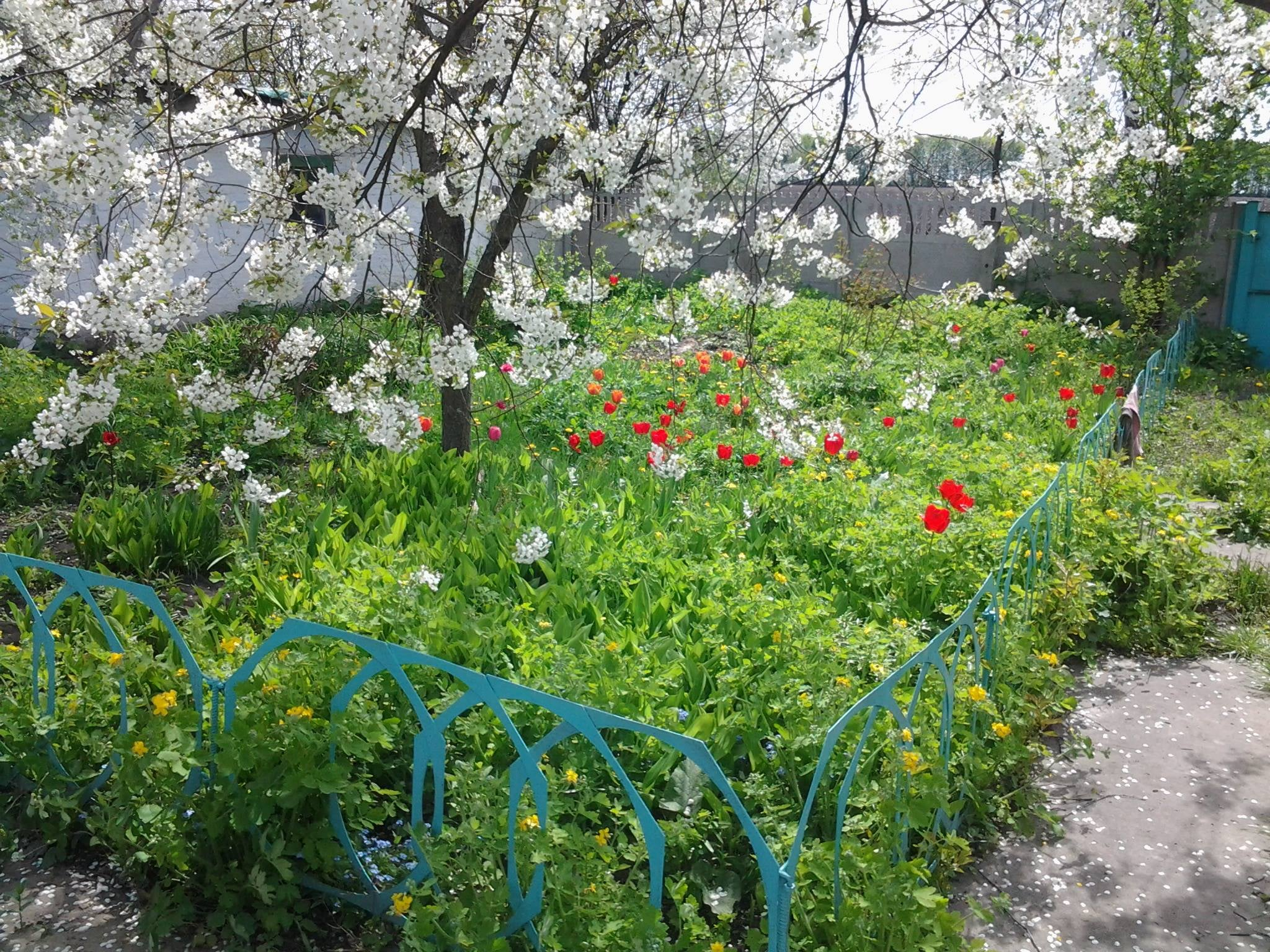

## Населення

### Мова
Розподіл населення за рідною мовою за даними перепису 2001 року:
| Мова       | Відсоток |
| ---------- | -------- |
| українська | 97,10%   |
| російська  | 1,45%    |
| румунська  | 1,45%    |